# 漁業経済学会
漁業経済学会（ぎょぎょうけいざいがっかい、英名 The Japanese Society of Fisheries Economics）は、漁業経済に関する理論・応用の研究を目的とする学会。 
事務局を東京都港区港南4-5-7東京海洋大学品川キャンパス内に置いている。

## 事業
- 学会誌の発行、ホームページ上へのディスカッション･ペーパーの掲載、大会・研究会・講演会の開催など[1]

## 学会誌
- 『漁業経済研究』